# Mateo García Elizondo
Mateo García Elizondo (Ciudad de México, 1987) es guionista y escritor mexicano. Su primera novela lleva por título Una cita con la Lady (2019).

## Biografía
Licenciado en Letras Inglesas y Escritura Creativa por la Universidad de Westminster de Londres, realizó también un posgrado en Periodismo por la London School of Journalism. Nieto del escritor colombiano Gabriel García Márquez y del escritor mexicano Salvador Elizondo. Sobrino de Rodrigo Elizondo.

## Trayectoria
Como periodista, ha escrito artículos para medios como National Geographic Traveler Mexico y PijamaSurf. Guionista del largometraje Desierto (2015, ganador del premio FIPRESCI en el Festival de Cine de Toronto), así como de los cortometrajes Domingo (2013, selección oficial en el Festival de Cine de Morelia) y Clickbait (2018, mejor corto gore en Feratum FilmFest, mención honorífica FICMA 2018).
Su ficción ha aparecido en medios impresos como Epoka Magazine, Revista Alba y Huun. Arte/pensamiento desde México. Vol.1, y su trabajo como guionista de narrativa gráfica ha sido publicado por editoriales como WP Comics Ltd, Premier Comics, Swampline Comics y revistas como Entropy.